# Kopřivnice
Kopřivnice (njem. Nesselsdorf) su grad u Češkoj.
Nalaze se u Moravsko-šleskom kraju. Imaju oko 23 500 stanovnika. U mjestu je sjedište tvornice motornih vozila Tatra. Poduzeće je osnovano 1850. g. i proizvelo je prvi automobil u srednjoj Europi pod imenom „Präsident”. Tatra je treći najstariji proizvođač automobila u svijetu nakon Daimler Mercedes-Benza i Peugeota. 
Za vrijeme socijalizma, bilo je 16.000 zaposlenih, a danas ih je tek 3000.
Kopřivnice su i rodni grad češkog atletičara Emila Zatopeka.

## Gradovi prijatelji
- Trappes, Francuska
- Zwönitz, Njemačka
- Myszków, Poljska
- Castiglione del Lago, Italija
- Congleton, Ujedinjeno Kraljevstvo